# Carentan
Carentan és un municipi francès situat al departament de la Manche i a la regió de Normandia. L'any 2007 tenia 6.096 habitants.

## Demografia

### Població
El 2007 la població de fet de Carentan era de 6.096 persones. Hi havia 2.776 famílies de les quals 1.221 eren unipersonals (419 homes vivint sols i 802 dones vivint soles), 757 parelles sense fills, 580 parelles amb fills i 218 famílies monoparentals amb fills.
La població ha evolucionat segons el següent gràfic:
Habitants censats

### Habitatges
El 2007 hi havia 3.114 habitatges, 2.822 eren l'habitatge principal de la família, 64 eren segones residències i 228 estaven desocupats. 1.820 eren cases i 1.279 eren apartaments. Dels 2.822 habitatges principals, 1.043 estaven ocupats pels seus propietaris, 1.741 estaven llogats i ocupats pels llogaters i 37 estaven cedits a títol gratuït; 136 tenien una cambra, 336 en tenien dues, 710 en tenien tres, 782 en tenien quatre i 857 en tenien cinc o més. 1.594 habitatges disposaven pel capbaix d'una plaça de pàrquing. A 1.457 habitatges hi havia un automòbil i a 656 n'hi havia dos o més.

### Piràmide de població
La piràmide de població per edats i sexe el 2009 era:
| Homes | Edats   | Dones |
| ----- | ------- | ----- |
| 0     | 95 o +  | 32    |
| 4     | 90 a 94 | 16    |
| 48    | 85 a 89 | 124   |
| 40    | 80 a 84 | 104   |
| 88    | 75 a 79 | 164   |
| 156   | 70 a 74 | 180   |
| 168   | 65 a 69 | 284   |
| 96    | 60 a 64 | 184   |
| 124   | 55 a 59 | 140   |
| 128   | 50 a 54 | 180   |
| 160   | 45 a 49 | 172   |
| 212   | 40 a 44 | 180   |
| 196   | 35 a 39 | 256   |
| 228   | 30 a 34 | 180   |
| 300   | 25 a 29 | 276   |
| 180   | 20 a 24 | 172   |
| 240   | 15 a 19 | 173   |
| 188   | 10 a 14 | 204   |
| 184   | 5 a 9   | 236   |
| 156   | 0 a 4   | 212   |

## Economia
El 2007 la població en edat de treballar era de 3.558 persones, 2.430 eren actives i 1.128 eren inactives. De les 2.430 persones actives 2.085 estaven ocupades (1.116 homes i 969 dones) i 345 estaven aturades (157 homes i 188 dones). De les 1.128 persones inactives 325 estaven jubilades, 300 estaven estudiant i 503 estaven classificades com a «altres inactius».

### Ingressos
El 2009 a Carentan hi havia 2.782 unitats fiscals que integraven 5.718 persones, la mediana anual d'ingressos fiscals per persona era de 14.168 €.

### Activitats econòmiques
Dels 468 establiments que hi havia el 2007, 6 eren d'empreses extractives, 17 d'empreses alimentàries, 4 d'empreses de fabricació de material elèctric, 15 d'empreses de fabricació d'altres productes industrials, 29 d'empreses de construcció, 153 d'empreses de comerç i reparació d'automòbils, 16 d'empreses de transport, 25 d'empreses d'hostatgeria i restauració, 5 d'empreses d'informació i comunicació, 27 d'empreses financeres, 21 d'empreses immobiliàries, 43 d'empreses de serveis, 65 d'entitats de l'administració pública i 42 d'empreses classificades com a «altres activitats de serveis».
Dels 92 establiments de servei als particulars que hi havia el 2009, 1 era una oficina d'administració d'Hisenda pública, 1 gendarmeria, 1 oficina de correu, 7 oficines bancàries, 6 funeràries, 1 taller de reparació d'automòbils i de material agrícola, 1 taller d'inspecció tècnica de vehicles, 4 autoescoles, 1 paleta, 8 guixaires pintors, 8 fusteries, 5 lampisteries, 2 electricistes, 11 perruqueries, 2 veterinaris, 3 agències de treball temporal, 17 restaurants, 7 agències immobiliàries, 4 tintoreries i 2 salons de bellesa.
Dels 69 establiments comercials que hi havia el 2009, 4 eren supermercats, 2 grans superfícies de material de bricolatge, 3 botiges de menys de 120 m², 7 fleques, 6 carnisseries, 2 llibreries, 15 botigues de roba, 5 botigues d'equipament de la llar, 3 sabateries, 3 botigues d'electrodomèstics, 3 botigues de mobles, 3 botigues de material esportiu, 2 drogueries, 2 perfumeries, 3 joieries i 6 floristeries.
L'any 2000 a Carentan hi havia 27 explotacions agrícoles que ocupaven un total de 600 hectàrees.

## Equipaments sanitaris i escolars
El 2009 hi havia 2 hospitals de tractaments de curta durada, 2 hospitals de tractaments de mitja durada (seguiment i rehabilitació), 1 centre de salut, 4 farmàcies i 2 ambulàncies.
El 2009 hi havia 2 escoles maternals i 3 escoles elementals. A Carentan hi havia 2 col·legis d'educació secundària, 1 liceu d'ensenyament general i 1 liceu tecnològic. Als col·legis d'educació secundària hi havia 822 alumnes, als liceus d'ensenyament general n'hi havia 484 i als liceus tecnològics 105.

## Poblacions més properes
El següent diagrama mostra les poblacions més properes.